# Schrattenbach
Schrattenbach är en ort och kommun  i Österrike. Den ligger i distriktet Neunkirchen i förbundslandet Niederösterreich, 60 kilometer sydväst om huvudstaden Wien. Kommunens största ort, tillika säte för kommunens administration, är Rosental.
Kommunen består av fem orter (Ortschaften) (inom parentes invånarantal 1 januari 2024):
- Greith (70)
- Gutenmann (6)
- Hornungstal (79)
- Rosental (193)
- Schrattenbach (45)